# ۷۰۷ (میلادی)
۷۰۷ (میلادی) هفتصد  و هفتمین سال تقویم میلادی است.

## درگذشتگان
‎